# Indica (musikgrupp)

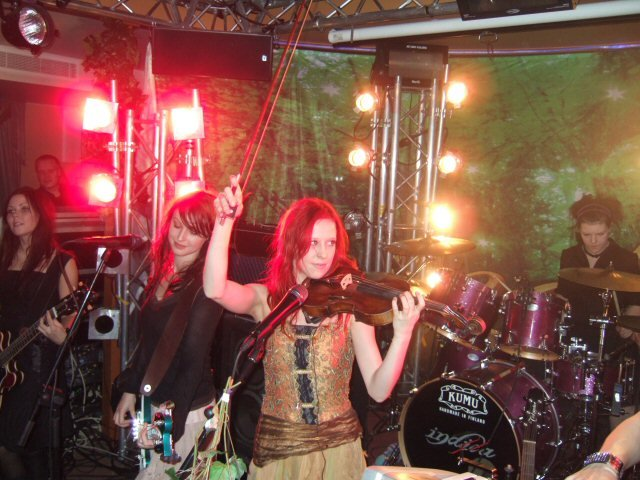
Indica.

Indica är en finsk poprock-grupp bildat 2002. Jani Jalonen på Sony Music blev intresserad av gruppen och skivkontrakt skrevs.
Det finska metalbandet Nightwish hade med sig Indica som förband under sin turné 2007.
Indicas första album, Ikuinen virta gavs ut 2004. Det har sålt platina i Finland.
Den 21 oktober 2009 släpptes samlingsskivan Pahinta tänään: Kokoelma. Plattan innehåller låtar från de tidigare skivorna, med undantag för fyra aldrig släppta spår. Sångerskan i bandet, Jonsu, har också sagt att de under 2010 kommer släppa en skiva med gamla låtar översatta, och till viss del omgjorda, till engelska. Under turnén med Nightwish och Pain spelade man flera av dessa låtar på engelska och videon till Straight And Arrow (Pahinta tänään) har nu släppts på internet.

## Medlemmar
- Johanna "Jonsu" Salomaa (f. 18 januari 1984) - Sång, Violin, Akustisk Gitarr
- Heini Säisä (f. 28 december 1984) - Bas, Sång
- Sirkku Karvonen (f. 11 juli 1984) - Keyboard
- Jenny Mandelin (f. 14 mars 1985) - Gitarr
- Laura Häkkänen (f. 29 april 1986) - Trummor, Sång

## Diskografi
- Ikuinen virta (2004)
- Tuuliset tienoot (2005)
- Kadonnut puutarha (2007)
- Valoissa (2008)
- Pahinta tänään: Kokoelma (2009)
- A Way Away (2010)
- Akvaario (2014)
- Shine (Indica) (2014)